# Barton-le-Clay
Barton-le-Clay – wieś i civil parish w dystrykcie (unitary authority) Central Bedfordshire w hrabstwie Bedfordshire w Anglii. W 2011 roku civil parish liczyła 4992 mieszkańców. Na terenie miejscowości znajdują się cztery świątynie różnych wyznań chrześcijańskich, z czego trzy są obecnie czynne.